# Període iber a Catalunya
El període iber a Catalunya s'encavalca per una banda amb la prehistòria i amb el període romà per l'altra. La cultura ibèrica es pot identificar a Catalunya a partir del segle vi aC, quan les poblacions neolítiques de la zona reben la influència dels pobles indoeuropeus i fan un canvi cap a la civilització. Els ibers viuen normalment en turons, i ho fan no només per motius de defensa, sinó també per la situació; un turó ofereix la possibilitat de controlar les plagues de conreu, les rutes de comunicació de la zona i el seu tipus de vida que està molt relacionat amb el lloc on viuen. Es considera que el seu període de màxima esplendor va ser cap al segle ii aC, que va ser quan van estar més influenciats pels grecs. Aquest període va acabar amb el procés de romanització, que va culminar cap a l'any 50 dC. En la seva cultura es pot veure una gran influència tant de la cultura grega, establerta a Roses i Empúries, com de la feníciocartaginesa que dominava el sud-est de la península. De fet el sistema d'escriptura que van desenvolupar, l'escriptura ibèrica, és descendent directa de la fenícia.

## Tribus iberes a Catalunya
Catalunya va estar habitada per diferents tribus:

### Sòrdons
Els sòrdons foren un poble iber de la Gàl·lia que s'estenia del massís de l'Albera fins a les Corberes, ocupant principalment el territori de l'actual Rosselló. Entre les seves ciutats destacaven Illiberis i Ruscino. Eren veïns del consorans (consorani), dels elísics i dels indígets.

### Airenosis
Els airenosis eren un poble iber que l'historiador Polibi de Megalòpolis situa entre l'Ebre i els Pirineus, en descriure els pobles als quals es va enfrontar l'exèrcit d'Hanníbal quan travessà Pirineus. Tradicionalment, hom els localitza a la Vall d'Aran.

### Andosins
Els andosins eren un poble iber que l'historiador Polibi de Megalòpolis situa entre l'Ebre i els Pirineus, en descriure els pobles als quals es va enfrontar l'exèrcit d'Hanníbal quan travessà Pirineus. Tradicionalment, hom els localitza a la vall d'Andorra.

### Ceretans
Els ceretans foren un poble probablement iber (però cal no descartar que parlessin una llengua més pròxima al basc que no pas a l'ibèric) que poblaren l'alt Pirineu, a l'actual Cerdanya però probablement també les valls pirinenques de les Nogueres Pallaresa i Ribagorçana i de l'Éssera i el Cinca. És possible que fossin un sol poble amb els iacetans o que hi estiguessin estretament emparentats, com també amb els airenosis, els andosins, els bargusis i els ausetans. Foren mestres d'adobar pernils.

### Indígets
Els indígets o indicets foren un poble iber de l'extrem nord-oriental de la província Tarraconense. Ocupaven el territori costaner de les Gavarres fins a l'Albera, el territori que actualment cobreixen les comarques de l'Empordà i la Selva.
Els indígets foren els més influïts pel contacte amb els pobles orientals, i principalment amb els grecs, els quals establiren la colònia focea d'Empúries al litoral indíget, al golf de Roses. A una sèrie de monedes batudes pels emporitans s'hi pot llegir untikesken, que probablement cal llegir undigesken i se sol traduir '[moneda] dels indígets'.

### Bargusis
Els bargusis o bergistans foren un poble iber, emparentat amb els ilergets, que vivia a la vall del Cardoner i a l'alt Llobregat, a l'actual Berguedà i Solsonès.

### Ausetans
Els ausetans eren un poble iber, emparentat amb els ceretans, que habitava entorn de l'actual comarca d'Osona, a la qual donaren nom. El seu territori limitava a l'est amb els laietans i els indígets, i a l'oest amb els lacetans i els ceretans, i al nord amb els castel·lans. La seva capital devia ser Ausa. És possible, per tal com diuen les fonts, que el Gironès i la part més interior de la Selva també fossin territori dels ausetans, però força historiadors moderns han contestat aquesta possibilitat. A les monedes batudes pels ausetans s'hi pot llegir auśesken, que se sol traduir '[moneda] dels ausetans'.

### Laietans
Els laietans foren un poble iber que habitava la costa i la depressió Prelitoral entre els rius Tordera i Llobregat, a les comarques del Maresme, Vallès, Baix Llobregat i el Pla de Barcelona. Entre llurs ciutats, les fonts i l'arqueologia revelen Baitolo, Ilturo, Lauro (el poblat ibèric de Puig del Castell de Samalús), Rubricata (potser Rubí) Egara, Blandæ i Baŕkeno, de localització desconeguda, tal vegada sobre el mont Tàber o a Montjuïc però, en qualsevol cas, situada al Pla de Barcelona i predecessora de la Bàrcino romana. Els laietans van batre moneda amb la llegenda laiesken en escriptura ibèrica nord-oriental, que se sol traduir '[moneda] dels laietans'. S'ha hipotesitzat si * Laie era una ciutat que donà nom als laietans o si, com en el cas dels ilergets, no va existir mai cap població d'aquest nom.

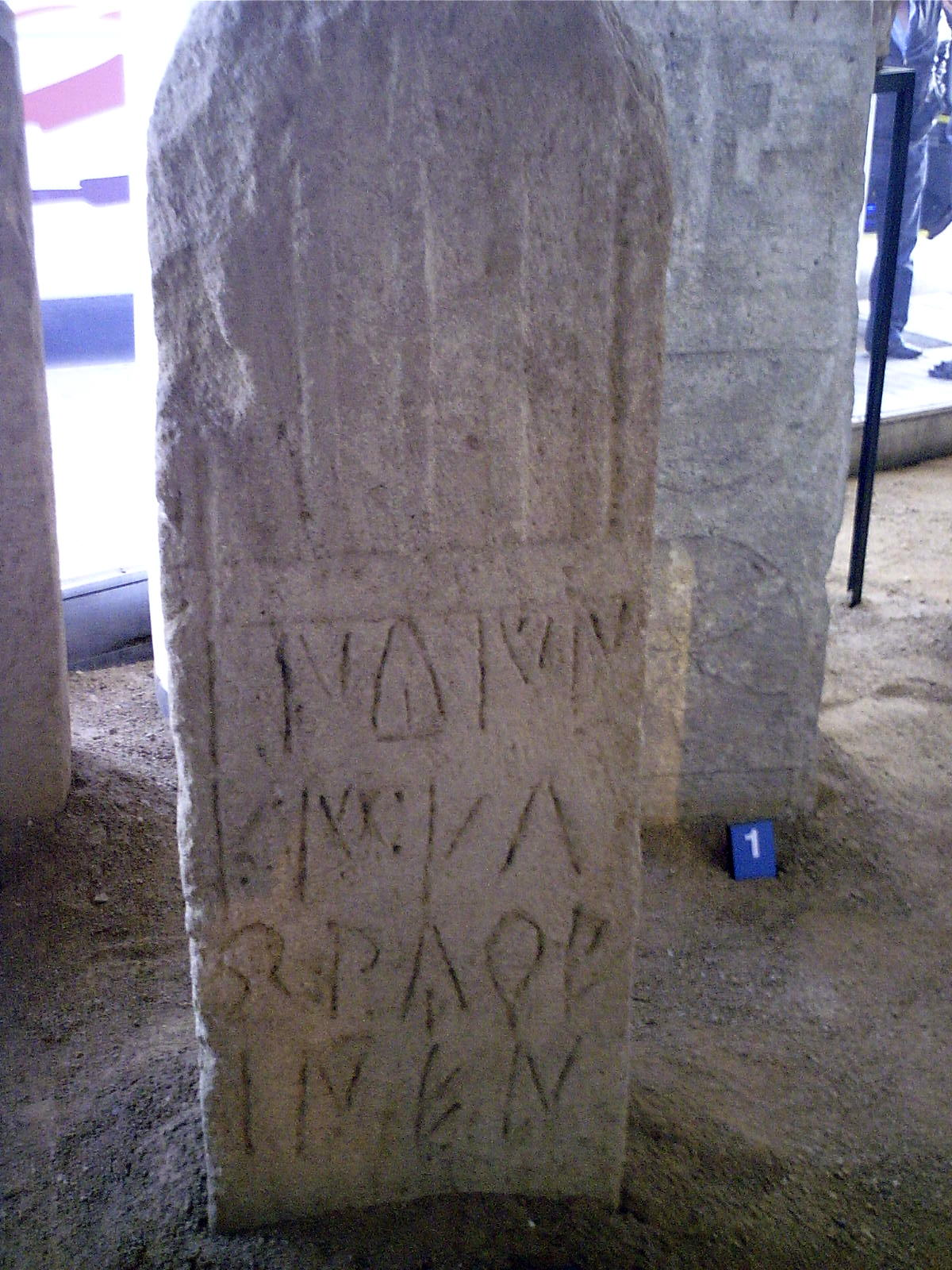
Estela de Badalona (Museu de Badalona)

### Lacetans
Els lacetans eren el poble iber que habitaven a la Catalunya central a les terres del Bages, l'Anoia i la Segarra, aproximadament. Juntament amb els ilergets i els ausetans van destacar per oposar-se al domini de la república de Roma i com a conseqüència foren sotmesos pel cònsol Cató el 195 aC. Iesso i Sicarra foren poblacions dels lacetans, que és possible que es corresponguin a Guissona i Prats de Rei. Existeix certa confusió entre els lacetans, els laietans i els iacetans, car algunes fonts antigues els van confondre.

### Ilergets

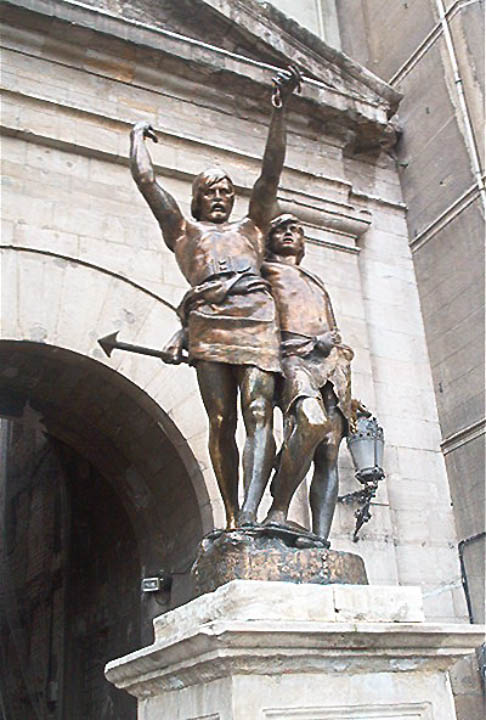
Els caps ilergets Indíbil i Mandoni, en una estàtua idealitzada del 1946.

Els ilergets eren un dels pobles ibers més importants de la regió, i ocupaven les planes dels rius Cinca i Segre del prepirineu fins al riu Ebre, del riu Gállego fins al Montsant, en el punt de màxima expansió. Jugaren un paper important durant la Segona Guerra Púnica com a aliats dels cartaginesos i opositors del poder romà, al qual s'hagueren d'acabar per sotmetre. No obstant això, liderats pels cabdills Indíbil i Mandoni, es revoltaren en més d'una ocasió contra el poder romà; aquestes escenes de resistència els feren perdre la importància que havien tingut a la zona el segle iii aC, que els havia portat a dominar altres pobles veïns.
Els ilergets tenien com a capital Iltirta i van batre moneda amb la llegenda iltiŕkesken, que cal llegir ildiŕgesken i que se sol traduir '[moneda] dels ilergets'.

### Cessetans
Els cessetans o cossetans foren una tribu ibèrica que vivia entorn de la ciutat de Tàrraco, del Coll de Balaguer fins al peu del Massís del Garraf. Sembla que llur capital fou dita ciutat, però també hagué de ser important Kese, que, com Tarraco, va batre moneda ibèrica; no obstant la importància que hagué de tenir la població (que dona nom a la tribu), la situació de Kese és desconeguda, i hom l'ha volguda identificar amb la població on s'esdevingué la batalla de Cissa, però no hi ha consens. Altres autors proposen que es tracti d'un nom alternatiu per Tàrraco.

### Ilercàons
Els ilercàons o ilergàons foren una tribu ibera que abastava aproximadament el territori entre el Coll de Balaguer, Sagunt i Mequinensa. La denominació Ilercavònia fa referència a llur territori i ja apareix documentada a l'antiguitat. Llur capital devia ser Dertosa, actualment Tortosa, que apareix documentada amb el nom complet de Hibera lulia Ilercavonia Dertosa . Hom ha assenyalat la semblança d'aquest poble amb el dels ilergets i el d'un poble més antic, mencionat per Hecateu de Milet, el dels ilaraugats.
Pel que fa a les poblacions atribuïdes als ilergàons, els antics citen, a més de Dertosa, Intibili, Etovissa, Cherronesus ('península' en grec, possiblement Peníscola), Sepelaci, Ildum, Cartalias i Osicerda. Entre els principals jaciments, s'hi compten el poblat iber de Sant Antoni de Calaceit, el Castellet de Banyoles a Tivissa, el poblat ibèric de Sant Miquel de Vinebre, el poblat ibèric del Coll del Moro de Gandesa, el poblat de l'Assut de Tivenys, el Castell d'Amposta i el poblat ibèric de la Moleta del Remei.

### Altres pobles
- Els castel·lans apareixen citats a l'obra de Ptolemeu, i la historiografia tradicionalment els ha situats a la Garrotxa, però la identitat no és clara. A més, l'epigrafia ha demostrat l'existència d'uns olositans que hom vol identificar amb l'actual vila d'Olot, de manera que no és clar on podrien haver habitat aquests castel·lans.
- Els iacetans estaven emparentats amb els ceretans, i pot ser que habitassin al nord de la serra del Montsec, tot i que probablement es trobaven més a ponent.
- Estrabó esmenta uns lartolaiets amb els laietans, que hom ha tengut problemes per identificar. Bé es pot tractar d'una branca de laietans, bé pot ser un compost corrupte de ilergets i laietans; en efecte, Plini menciona uns ilergets a la costa.
- Plini el Vell[1] esmenta uns surdàons que habitaven la zona d'Ilerda, i que hom ha proposat de relacionar amb els sòrdons.[2]
- Sal·lusti[3] anomena uns aresinaris, que hom ha volgut emparentar amb els andosins però no sembla possible perquè de dits aresinaris només sabem que vivien a la riba de la mar.[4]
- Es conserva un passatge d'Hecateu de Milet en l'obra d'Esteve de Bizanci que parla d'uns ilaraugates, que poblaven Ibèria i vivien entorn d'un riu del mateix nom. Hom ha assenyalat la semblança d'aquest nom amb el dels ilergets i el dels ilergàons i, atès que Hecateu és un autor que descriu l'estat de coses del segle vi aC, hom ha pensat que no es pugui tractar d'un antic poble que més tard s'hauria fragmentat en ilergets i ilergàons. Però també és possible de pensar que es tractava d'un terme per referir-se als ibers en general, o que qualsevol altre poble iber llavors tenia aquell nom, i més tard mudà de nom.[2][5]
- Hecateu, en un altre passatge conservat d'Esteve, cita uns misgetes com a tribu ibèrica, que no es poden situar. Hom els ha relacionat amb la rel grega que vol dir mesclar, i ha suposat que es tractaria d'una mescla d'ibers amb un altre poble, però només és una hipòtesi.[2]
- Rufus Fest Aviè cita els ausoceretes, que sembla un compost entre ausetans i ceretans. Això fa pensar que es tracta o bé d'una tribu en què ausetans i ceretans s'han mesclat, o bé d'una branca de ceretans que poblaven Ausa, cosa que porta a pensar que els ausetans haurien estat una branca de ceretans.[2]
- El mateix Aviè anomena els bèbrices o beribraces com a antic poble iber de la part nord de la costa mediterrània. Es deu tractar d'un genèric antic per referir-se als ibers, atès que la informació deu provenir del Periple Massaliota, i també apareix als Iambes al Rei Nicomedes. Aquest poble va donar nom al rei epònim Bèbrice, pare de Pirene.

## Poblats i jaciments ibers a Catalunya

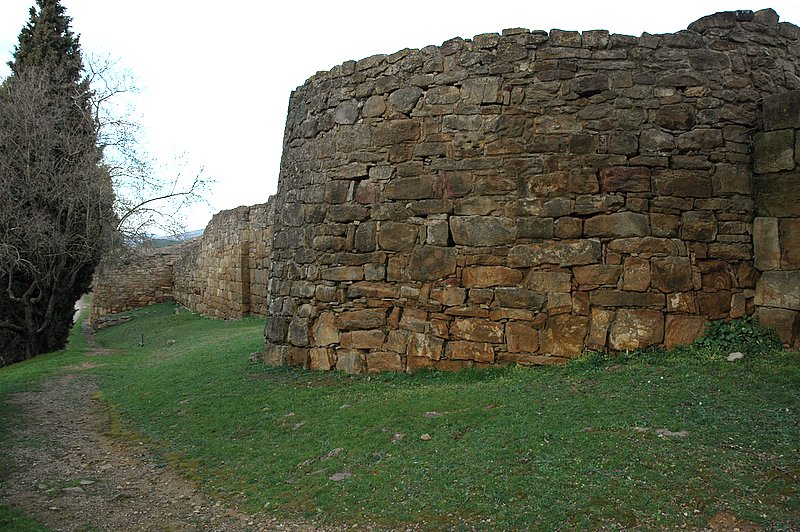
Muralles d'Ullastret (Girona).

Els poblats ibers dominaven els terrenys i camins del voltant i estaven envoltats de muralles i torres, aixecades directament sobre el terreny, amb unes primeres fileres de pedres de mida molt gran, sense fonaments.
Els habitatges es construïen amb parets de fang aixecats sobre unes primeres filades de pedra, sense fonament. La coberta era de branques i fang.
En els poblats existien places i eres d'ús comú, així com edificis públics com temples. Existien també forns per al pa o la ceràmica, cisternes d'aigua o les basses per a les escombraries. Això suggeria una organització estructurada i seguint una certa jerarquia social.
A continuació es presenta una llista d'alguns jaciments ibers importants de Catalunya:
- Actualment hi ha a Catalunya setze jaciments oberts al públic:
  -     - Ciutat ibèrica d'Ullastret (Ullastret, el Baix Empordà)
    - Poblat ibèric del Molí d'Espígol (Tornabous, l'Urgell)
    - Poblat Ibèric de Castell (Palamós, Baix Empordà)
    - Poblat ibèric de l'Esquerda (Roda de Ter, Osona)
    - el Casol de Puigcastellet (Folgueroles, Osona)
    - el Turó de Montgrós (el Brull, Osona)
    - Puig Castellet (Lloret de Mar, la Selva)
    - Poblat ibèric de Ca n'Oliver (Cerdanyola, el Vallès Occidental)
    - Puig Castellar (Santa Coloma, el Barcelonès)
    - Turó d'en Boscà (Badalona, el Barcelonès)
    - Olèrdola (Olèrdola, l'Alt Penedès)
    - Fondo d'en Roig (Cunit, al Baix Penedès)
    - la Ciutadella de les Toixoneres de (Calafell, el Baix Penedès)
    - el Castellet de Banyoles (Tivissa, Ribera d'Ebre)
    - la Moleta del Remei (Alcanar, el Montsià)
    - Les Maleses (Montcada i Reixac, el Vallès Occidental)
    - Darró (Vilanova i la Geltrú, Garraf)

  - Altres jaciments:
    - Sant Sebastià de la Guarda (Palafrugell, Baix Empordà)
    - Poblat ibèric de Can Fatjó, Rubí, Vallès occidental)
    - Gebut (Soses, el Segrià)
    - el Pla de Santa Bàrbara de Montblanc, Conca de Barberà
    - Poblat ibèric de la Penya del Moro de Sant Just Desvern, Baix Llobregat
    - La Malesa, Castellar del Vallès

## Períodes clau
1. Segle VII aC. Presa de contacte entre els colonitzadors grecs i els pobles ibers.
2. 650-200 aC. Desenvolupament i plenitud de la cultura ibèrica.
3. Segle III aC. Guerres Púniques.
4. 195 aC. Després de la batalla d'Emporion, els romans consoliden la presència a la península Ibèrica.
5. Segle II-I aC. Procés de romanització, pel qual la població ibera resta sotmesa i la cultura ibera decau progressivament fins a ser engolida per la cultura llatina.

## Llengua i Escriptura
La llengua dels ibers està documentada per escrit fonamentalment en escriptura ibèrica nord-oriental i residualment en escriptura ibèrica sud-oriental i en alfabet grecoibèric. Els textos en llengua ibèrica es poden llegir gairebé sense dificultats, però en la seva major part són incomprensibles, atès que la llengua ibèrica és una llengua sense parents prou propers com per ser útils en la traducció de textos. Una de les escasses excepcions són els textos curts que només contenen noms de persones, atès que l'antroponímia ibèrica és un dels aspectes més ben coneguts de la llengua ibèrica gràcies a les inscripcions llatines.

## Estructura social
En aquest medi, potenciat per les influències colonials que actuaven des de la costa, les primitives formacions tribals heretades de l'edat del bronze van començar a entrar en crisi a partir del moment en què la demanda exterior va exigir la constitució d'unes comunitats estructurades, de manera que la producció i les xarxes de distribució estiguessin garantides per una autoritat central, amb la consegüent aparició d'aristocràcies i d'una divisió del treball cada vegada més acusada.
L'existència d'aquesta aristocràcia la coneixem gràcies a l'arqueologia, i més concretament, a l'existència, al sud del País Valencià, d'una escultura animalística funerària de prestigi, elaborada amb pedra, que formava part de tombes més o menys monumentals datables des de final del segle vi al principi del segle iv, en les quals enterraven els membres de l'aristocràcia.
Certs indicis proporcionats per les fonts escrites relatives a les accions menades pels bàrquides durant la segona meitat del segle iii a la península Ibèrica, després de la derrota soferta en la primera contesa de Cartago contra Roma, assenyalen que, com a mínim als territoris meridionals ibèrics, s'havia desenvolupat una transformació de l'estructura del poder tendent a l'aparició de monarquies sovint hereditàries, un fenomen que sembla qual també es va donar entre els ilergets de la Catalunya de Ponent.
Des del punt de vista de l'estratificació social, si hem de fer cas de les dades proporcionades per l'arqueologia, com a mínim pel que fa a Catalunya, l'excavació dels hàbitats ibèrics no mostra una diferenciació social gaire acusada, si cal jutjar a partir de l'amplitud i el confort d'uns habitatges respecte als altres, ni tampoc es detecten unes àrees que privilegiïn les pràctiques d'unes activitats econòmiques o laborals concretes. A l'hora de copsar diferències socials entre els membres d'una comunitat ibèrica, potser les necròpolis són els indrets on aquestes es poden manifestar amb més contundència, però això, que per exemple a Andalusia o al País Valencià és factible, al Principat ho és molt menys perquè el nombre de necròpolis descobertes fins ara en el seu àmbit territorial és molt migrat.

## Economia
Les fonts clàssiques no ofereixen pràcticament cap informació sobre l'economia dels ibers, per tant l'única font d'informació és la procedent de l'arqueologia.
Pel que fa a l'agricultura, els cereals van constituir la base de la producció: l'ordi, el blat dur, el mill, l'espelta, l'espelta petita, l'escanda i la civada. Una part de la producció es devia panificar, mentre que una altra part es dedicava a la producció de cervesa. Els llegums són el segon grup en importància: la llentia, el pèsol, la fava, etc. El lli era important, tant per l'obtenció de fibres per fer teixits com d'oli. També la vinya era un conreu freqüent tant pel seu consum directe, com per la seva transformació en vi. Pel que fa a la ramaderia, els bòvids mascles eren explotats fonamentalment com a força de treball en l'activitat agrícola i les femelles per l'obtenció de llet. Els porcs només eren usats per la seva aportació alimentària, mentre que cabres i ovelles serien usats per obtenir de forma complementària, carn, llet i llana. Els cavalls serien animals de prestigi i útils per la guerra. Pels poblats costaners la pesca també devia ser una activitat important, atès que s'han trobat hams i ploms de xarxa, però no es coneixen els tipus de barques que empraven.
La metal·lúrgia del ferro s'aplica tant a la producció d'armes com una gran diversitat d'instruments de treball: relles d'arada, pics, destrals, aixades, magalls, falçs, tisores d'esquilar, etc. La metal·lúrgia del bronze s'aplica a la producció d'objectes personals: sivelles de cinturó, fíbules, agulles, anelles, arracades, etc.
L'activitat tèxtil està ben documentada tant per algunes representacions iconogràfiques de dones filant com la presència abundant de pesos de teler i fusaioles. Els ibers vestien roba de lli i llana. El teixit es realitzava dins les cases o a l'exterior al costat de l'entrada. El procés d'elaboració d'un teixit constava de diverses fases: cardatge de la llana, filatura i teixidura. La filatura es feia amb un fus de fusta en un extrem del qual es col·locava una fusaiola
d'argila; la teixidura es realitzava en telers verticals formats per una estructura de fusta quadrangular en la qual s'agrupaven els fils, tibant-los amb ajuda de pesos d'argila. Amb la llançadora de mà es feia la trama passant horitzontalment els fils i alternant amb fils verticals.
Als poblats ibèrics aquesta activitat ha estat identificada gràcies a la presència de fusaioles, llavors de lli i restes de fibres. Altres activitats artesanals que tenien lloc però que són difícils de documentar són l'adobament de pells, el treball de l'espart i de la fusta, materials àmpliament utilitzats pels ibers.
La producció ceràmica és molt variada i de molt bona qualitat, amb pastes treballades, depurades i cuites a alta temperatura: àmfores per al transport, vaixella de taula, vasos d'emmagatzematge i per la transformació d'aliments, etc. Les decoracions acostumen a ser pintades en vermell tant geomètriques com figuratives.
El comerç d'importació es documenta fonamentalment per la troballa de vaixella de taula i grans envasos de transport de productes alimentaris (vi, oli i salons de peix) grecs, fenici-púnics, etruscs i romans. El comerç d'exportació es documenta mitjançant la troballa d'àmfores ibèriques en el Llenguadoc-Rosselló, a Cartago i a Eivissa que probablement contenien vi i cervesa. Els cereals probablement van constituir una gran part de les exportacions tenint en compte els grans conjunts de camps de sitges que es documenten al segle iv aC coincidint amb la intensificació de les importacions. També els metalls devien ser objecte d'exportació: especialment el coure i la plata.

## Moneda
Les primeres monedes que empren els ibers per realitzar intercanvis comercials són les produïdes pels grecs a Empúries i Roses el segle V aC. De fet inicialment els ibers empraven la moneda fenícia i grega com objecte exòtic d'ostentació. A finals del segle iv aC s'encunya moneda a Arse, l'actual Sagunt. L'esclat de la Segona Guerra Púnica comporta la fabricació de gran quantitat de moneda de plata. Durant la dominació romana a la Hispània Citerior, la Hispània Ulterior i en poblacions celtiberes s'encunya moneda amb inscripcions iberes.
Aquestes monedes han esdevingut una eina privilegiada per conèixer denominacions de poblacions, déus, mites o indumentària que d'altra manera haguessin restat en l'oblit.

## Religió
De l'existència de sacrificis d'animals entre els ibers n'informa Estrabó, que diu que els ibers sacrificaven segons el ritual dels grecs, recollien sang en una pàtera, entonaven càntics i tocaven música de flautes. Molts dels exvots o petites figuretes de bronze trobades en els llocs de culte apareixen amb els braços oberts en actitud orant i en les decoracions pintades de la ceràmica del Puig de Sant Miquel (Llíria, província de València) apareixen sovint escenes de dansa ritual. Els cultes als avantpassats tenien lloc a les cases, mentre que els relacionats amb les forces de la natura es desenvolupaven en santuaris situats fora dels assentaments, tot i que en els jaciments més importants es detecten edificis singulars que probablement tenien una funció religiosa.
Un dels cultes més populars era el de Demeter, una divinitat grega femenina relacionada amb l'agricultura i la mort, assimilada en el món púnic a Tanit i que en el món ibèric estaria assimilada a alguna divinitat local. No es coneixen els nom de les divinitats ibèriques, tot i que en dues inscripcions llatines apareixen citades dues divinitats de nom cèltic: Herotoragus i el déu Seitundus. En el món ibèric meridional hi ha evidències de la heroïtzació de personatges humans: és el cas del santuari del Pajarillo (Huelma, província de Jaén).
Els cadàvers eren cremats vestits, sovint amb les seves armes i altres objectes personals. Les restes eren rentades abans de ser col·locades en una urna que s'enterrava en un clot acompanyada d'objectes personals i altres ofrenes. Al sud són molt freqüents les grans tombes i els monuments funeraris, al nord només es documenten petits túmuls i esteles a vegades inscrites, com la trobada a Rubí. Tot i que la incineració és pràcticament universal entre els ibers, cal destacar que és molt freqüent la inhumació de nadons dins de les cases.
Pel que fa als aspectes ideològics del ritual d'incineració, es pensava que el cadàver del difunt es convertia en fum que ascendia al Cel. En cas d'un guerrer traspassat, les armes eren doblegades i cremades al foc funerari. Posteriorment, les brases s'apagarien possiblement amb vi i la resta dels ossos que no s'havien cremat es rentaven i eren dipositats a l'urna. Tot seguit se celebrava un àpat funerari, que era més sofisticat com més alta era la jerarquia del personatge sepultat, que precedia a la cerimònia de la libació o vessament de vi sobrant d'aquest banquet i es col·locaven ofrenes d'aliments a la tomba. També es trencaven de manera ritual els vasos ceràmics que havien estat utilitzats en l'àpat i es dipositaven al costat de l'urna. Així es procurava que l'ús dels vasos finalitzés amb la vida del propietari. Aquest ritual de trencament de vaixella ceràmica es troba constatat fins al segle iii aC a les necròpolis ibèriques. A les necròpolis iberes documentades, els vasos ceràmics formaven part de les ofrenes o aixovar funerari, així com l'armament.